# Isla de Corón
Isla de Corón es la tercera isla más grande del Grupo de las Islas Calamian en el norte de la provincia de Palawan, en Filipinas. La isla es parte de la municipalidad más grande del mismo nombre. Se encuentra a 170 millas náuticas (310 km) al suroeste de Manila, es conocida por varios naufragios japoneses de la Segunda Guerra Mundial. La isla es parte de los dominios ancestrales del pueblo indígena tagbanuá.
El área alrededor de la isla tiene formaciones de rocas que proporcionan oportunidades para el snorkeling excelentes, con una visibilidad bajo el agua que se extiende hasta 80 pies (24 m). El agua esta a menudo en calma. Corón es uno de los destinos más visitados de buceo con barcos hundidos en las Filipinas.